# Rivière Preston
Rivière Preston är ett vattendrag i Kanada.   Det ligger i provinsen Québec, i den sydöstra delen av landet, 80 km nordost om huvudstaden Ottawa. Rivière Preston ligger vid sjön Petit lac Preston.
Runt Rivière Preston är det mycket glesbefolkat, med 5 invånare per kvadratkilometer.